# Баян-Адарга
Баян-Адарга (монг. Баян-Адарга) — сомон аймака Хэнтий в восточной части Монголии. Численность населения по данным 2010 года составила 2 205 человек.
Центр сомона — посёлок Баян-Дуурлиг, расположенный в 154 километрах от административного центра аймака — города Ундерхаан и в 440 километрах от столицы страны — Улан-Батора.

## География
Сомон расположен в восточной части Монголии. Граничит с соседними сомонами Биндэр, Дадал, Норовлин, Баян-Овоо и Батноров. На территории Баян-Адарга располагаются горы Хух Чулуут, Их Барчгай, Адарга, Шар-Ундур, Баян-Ундур, Баян-Улзийт, Богд-Лам, Шувуут, протекают реки Оноо, Шуус, Хуйтэн, Сайхан, Арангат.
Из полезных ископаемых в сомоне встречаются цветные металлы и шпат.

## Климат
Климат резко континентальный. Средняя температура января -20-25 градусов, июля +16-18 градусов. Ежегодная норма осадков 200-400 мм.

## Фауна
Животный мир Баян-Адарга представлен оленями, кабанами, волками, лисами, песцами, тарбаганами.

## Инфраструктура
В сомоне есть школа, больница, культурный, торгово-обслуживающий центры.

## Известные уроженцы
- Агваанцэрэнгийн Энхтайван (р. 1959) — монгольский композитор, оперный певец, кинорежиссёр, актёр кино. Народный артист Монголии.